# Andi Muise
Amanda Elizabeth Janet "Andi" Muise (12 de enero de 1987) es una modelo canadiense.

## Vida y carrera
Muise fue descubierta a la edad de 14 años en un supermercado de Barrie por Michèle Miller, propietaria de la agencia International Model Management, quien también descubrió a Jessica Stam. Es hija única.
Muise es de ascendencia irlandesa, francesa y  nativa americana.
Muise ha modelado para grandes marcas como Emporio Armani, Bloomingdale's, Intimissimi, Pantene, Kenneth Cole, Urban Outfitters, FCUK, shot for GQ, Allure y otras revistas.
Muise ha protagonizado comerciales para Playboy VIP fragancias para Él y para Ella fragrances.
En 2005, apareció en el décimo desfile anual de Victoria's Secret, el fashion show, repitiendo en 2006 y 2007.  Ha desfilado para Abaete, Lacoste, Lela Rose, Yigal Azrouel, Nanette Lepore, Julien Macdonald, Oscar de la Renta, Trovata, y Dolce & Gabbana.  Ha aparecido en Project Runway, desfilando para el diseñador Santino Rice en la temporada final.
Después de su carrera como modelo, le gustaría convertirse en una diseñadora de zapatos y joyería.
En 2006, Fashion Television documentó u  día en su vida. En 2010, Muise entrevistó a The Black Eyed Peas por América en el programa de will.i.am, Hangin' Wit the DJ.